# Stefano
Stefano (pronuncia: /ˈstefano/, prevalente in Toscana, o /ˈstεfano/, prevalente nel resto del Centro Italia) è un nome proprio di persona italiano maschile.

## Varianti
- Maschili: Stefanio[5]
  - Alterati: Stefanino, Stefanello
  - Ipocoristici: Steno
- Femminili: Stefana, Stefania

### Varianti in altre lingue
- Albanese: Shtjefën, Stefan, Stefanaq
- Armeno: Ստեփան (Stepan, Step'an)[4]
- Azero: İstfan
- Basco: Estebe[4], Eztebe[4]
- Basso-tedesco: Steffen[4]
- Bulgaro: Стефан (Stefan)[4]
- Catalano: Esteve[4]
- Ceco: Štěpán[4]
- Croato: Stjepan[4], Štefan[4], Stevan[4], Stipan[4]
  - Ipocoristici: Stevo[4], Stipe[4], Stipo[4]
- Danese: Steffen[4], Stefan[4]
- Finlandese: Tapani[4], Tahvo[4]
  - Ipocoristici: Teppo[4]
- Francese: Étienne[4], Stéphane[4]
- Francese medio: Estienne[4]
- Gallese: Steffan[4]
- Galiziano: Estevo[4]
- Greco antico: Στέφανος (Stephanos)[4][6]
- Greco biblico: Στέφανος (Stephanos)[4]
- Greco moderno: Στέφανος (Stefanos)[4]
- Inglese: Stephan, Stephen[4][6], Steven[4]
  - Ipocoristici: Ste[4], Steph[4], Stephy, Steve[4], Stevie[4]
- Irlandese: Stiofán[4]
- Islandese: Stefán
- Latino: Stephanus[3][4][5][6]
- Lettone: Stefans[4]
- Ligure: Steva[7], Stea[8]
  - Ipocoristici: Stevin, Stevanin[7]
- Lituano: Steponas[4]
- Macedone: Стефан (Stefan)[4]
- Maltese: Stiefnu
- Māori: Tipene[4]
- Norvegese: Steffen[4], Stefan[4]
- Occitano: Estève[4]
- Olandese: Stefan[4], Stephan[4], Steffen[4], Stefanus[4], Steven[4]
  - Ipocoristici: Stef[4]
- Polacco: Stefan[4], Szczepan[4]
- Portoghese: Estêvão[4]
- Rumeno: Ștefan[4]
  - Ipocoristici: Fane[4]
- Russo: Степан (Stepan)[4], Стефан (Stefan)
- Sardo: Istevene
- Scozzese: Steafan[4], Steaphan[4]
  - Ipocoristici: Steenie[4]
- Serbo: Стефан (Stefan)[4], Стеван (Stevan)[4], Стјепан (Stjepan)[4]
  - Ipocoristici: Стево (Stevo)[4]
- Slovacco: Štefan[4]
- Spagnolo: Esteban[4], Estavan[4]
- Svedese: Staffan[4], Stefan[4]
- Tedesco: Stefan[4], Stephan[4]
- Turco: İstefanos
- Ucraino: Степан (Stepan), Стефан (Stefan)
- Ungherese: István[4]
  - Ipocoristici: Isti, Pisti[4], Pista[4], Pityu

## Origine e diffusione
Deriva dal nome greco antico Στέφανος (Stéphanos, latinizzato in Stephanus), che letteralmente significa "corona"; in senso lato, il nome è interpretabile come "coronato", "incoronato".
Originariamente, in epoca precristiana, il nome alludeva alla corona quale simbolo di vittoria; in ambito cristiano il nome si diffuse grazie alla figura di santo Stefano, "protomartire" del cristianesimo, e il significato del nome venne di conseguenza riferito alla "corona del martirio".
In Inghilterra era da principio utilizzato esclusivamente dai monaci, come nome religioso; la sua diffusione anche fra la popolazione è stata grazie ai Normanni, in seguito alla conquista; ad oggi, a fianco della forma regolare Stephen è ampiamente diffusa anche quella anglicizzata medievale Steven, che negli Stati Uniti fu tra i cento nomi più usati fra il 1949 e il 1976, superando in popolarità anche la variante in -ph- durante gli anni sessanta.

## Onomastico

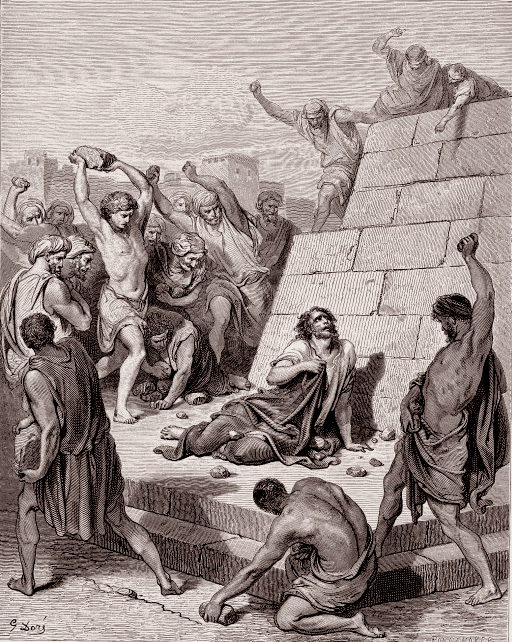
La morte di santo Stefano, incisione di Gustave Doré

L'onomastico si festeggia solitamente il 26 dicembre in memoria di santo Stefano, diacono e martire a Gerusalemme, considerato il primo martire cristiano. Altri santi con questo nome includono, alle date seguenti:
- 8 febbraio, santo Stefano di Grandmont, eremita presso Muret[12]
- 8 marzo, santo Stefano d'Obazine, monaco cistercense[12]
- 28 marzo, santo Stefano Harding, abate a Cîteaux[12]
- 26 aprile, santo Stefano, vescovo di Perm'[12]
- 2 luglio, santo Ștefan III cel Mare, voivoda di Moldavia[12]
- 2 agosto, santo Stefano I, papa[9][12]
- 16 agosto, santo Stefano I, re d'Ungheria[12] (20 agosto in Ungheria, come patrono)
- 7 settembre, santo Stefano Pongrácz, sacerdote e martire con altri compagni a Košice[12]
- 7 settembre, santo Stefano di Châtillon, certosino e vescovo di Die[12]
- 29 settembre, santo Stefano del Lupo, monaco e abate benedettino
- 29 ottobre, santo Stefano Minicillo, vescovo di Caiazzo e confessore[12]
- 6 novembre, santo Stefano, vescovo di Apt[12]
- 11 novembre, santo Stefano Dečanski, re di Serbia[12]
- 14 novembre, santo Stefano Teodoro Cuenot, vescovo e martire a Binh Dinh (Cocincina)[12]
- 14 novembre, santo Stefano da Cuneo, sacerdote francescano e martire con altri compagni a Gerusalemme[12]
- 28 novembre, santo Stefano il Giovane, monaco e martire a Costantinopoli sotto Costantino Copronimo[12]
- 2 dicembre, santo Stefano Uroš IV Dušan, commemorato dalla Chiesa ortodossa[12]

Tra i beati si ricordano inoltre:
- 2 febbraio, beato Stefano Bellesini, frate agostiniano[12]
- 29 maggio, beato Stefano da Saint-Thibéry, martire
- 11 giugno, beato Stefano Bandelli, domenicano[12]

## Persone
- Stefano I, papa e santo
- Stefano VII, papa

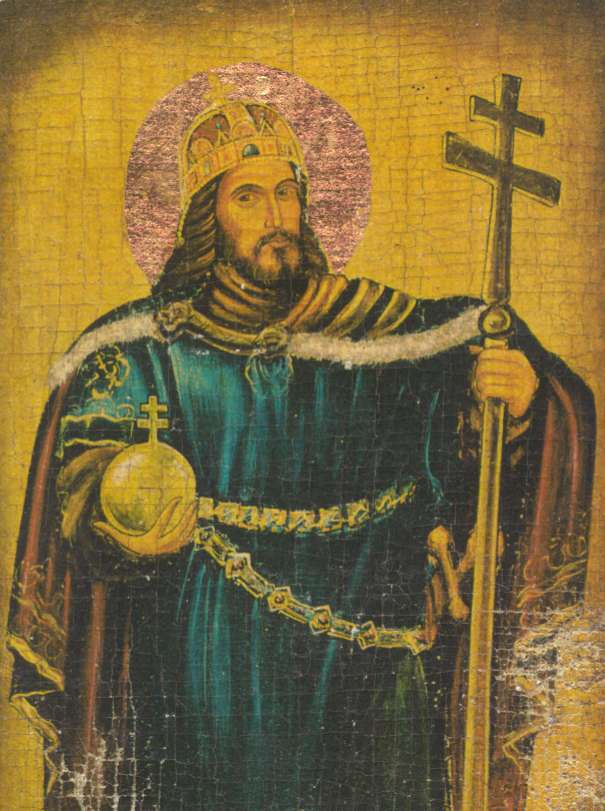
Stefano I d'Ungheria

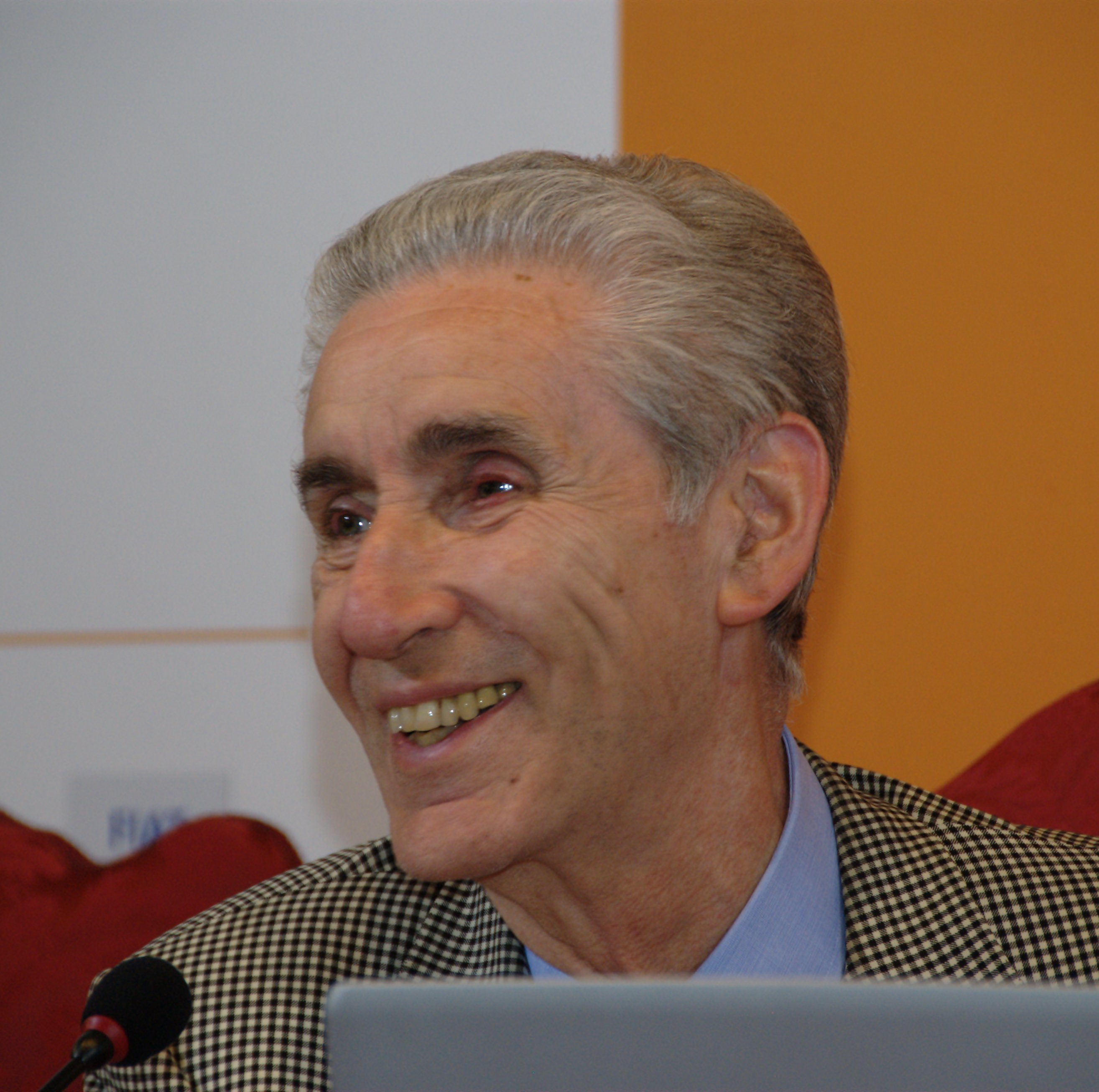
Stefano Rodotà

- Stefano di Ripon, storico anglosassone
- Stefano I d'Ungheria, re d'Ungheria e santo
- Stefano da Verona, pittore italiano
- Stefano Accorsi, attore italiano
- Stefano Bartezzaghi, giornalista e scrittore italiano
- Stefano Belisari, vero nome di Elio, cantante, compositore e polistrumentista italiano
- Stefano Benni, scrittore, giornalista, sceneggiatore, poeta, drammaturgo e umorista italiano
- Stefano Canzio, generale italiano
- Stefano Colantuono, calciatore e allenatore di calcio italiano
- Stefano D'Orazio, batterista, cantante e paroliere italiano
- Stefano Gabbana, stilista e imprenditore italiano
- Stefano Pelloni, vero nome del Passatore, brigante italiano
- Stefano Rodotà, giurista e politico italiano
- Stefano Rosselli del Turco, scacchista italiano
- Stefano Rosso, cantautore e chitarrista italiano

### Variante Stefan

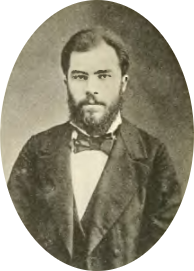
Stefan Stambolov

- Stefan, arcivescovo cattolico svedese
- Stefan Edberg, tennista svedese
- Stefan Everts, pilota motociclistico belga
- Stefan George, poeta tedesco
- Stefan Olsdal, bassista, tastierista, chitarrista e cantante svedese
- Stefan Raab, conduttore televisivo, comico e cantante tedesco
- Stefan Stambolov, politico bulgaro
- Stefan Vonifat'ev, religioso russo
- Stefan Wyszyński, cardinale e arcivescovo cattolico polacco
- Stefan Zweig, scrittore, giornalista, drammaturgo e poeta austriaco naturalizzato britannico

### Variante Stephan

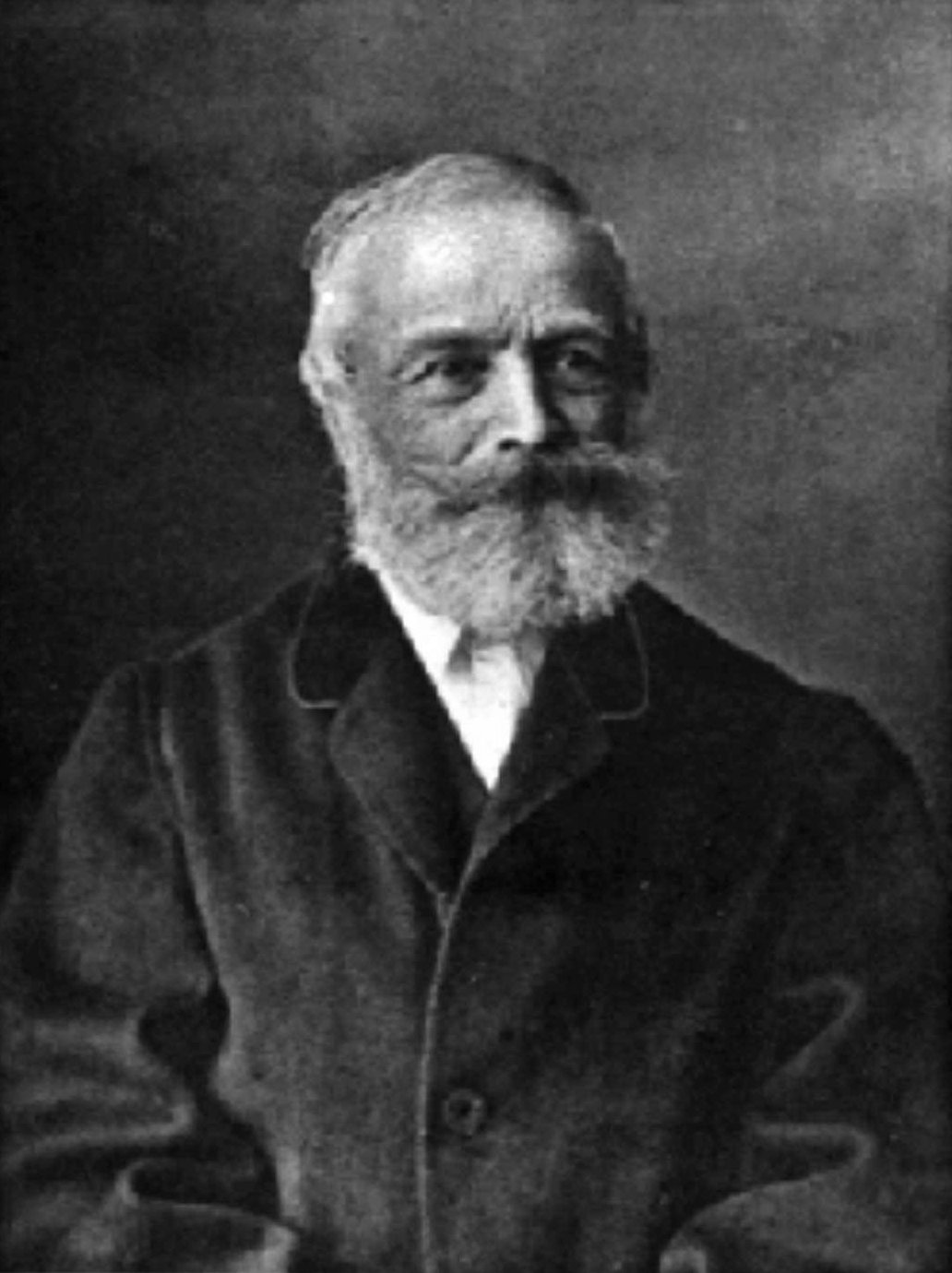
Stephan Schulzer von Müggenburg

- Stephan Bender, attore statunitense
- Stephan Burián, politico e diplomatico austriaco
- Stephan Eicher, cantautore svizzero
- Stephan Elliott, regista australiano
- Stephan El Shaarawy, calciatore italiano
- Stephan Ladislaus Endlicher, botanico, numismatico e orientalista austriaco
- Stephan Lichtsteiner, calciatore svizzero
- Stephan Lochner, pittore tedesco
- Stephan Morais, banchiere britannico
- Stephan Schulzer von Müggenburg, micologo ungherese
- Stephan Winkelmann, dirigente d'azienda tedesco

### Variante Stéphane

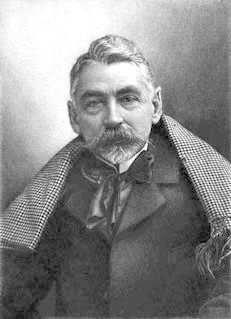
Stéphane Mallarmé

- Stéphane Chapuisat, calciatore svizzero
- Stéphane Grappelli, violinista, pianista e compositore francese naturalizzato italiano
- Stéphane Hessel, diplomatico, politico e scrittore tedesco naturalizzato francese
- Stéphane Lambiel, pattinatore artistico su ghiaccio svizzero
- Stéphane Lissner, direttore teatrale francese
- Stéphane Mallarmé, poeta, scrittore e drammaturgo francese
- Stéphane Peterhansel, pilota motociclistico francese
- Stéphane Rideau, attore francese
- Stéphane Sednaoui, regista e fotografo francese

### Variante Stephen
- Stephen Appiah, calciatore ghanese

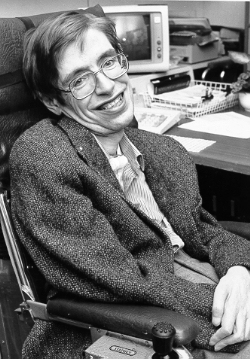
Stephen Hawking

- Stephen Breyer, magistrato statunitense
- Stephen Curry, cestista statunitense
- Stephen Dillane, attore inglese
- Stephen Gately, cantautore e attore irlandese
- Stephen Hawking, matematico, fisico e cosmologo britannico
- Stephen Hough, pianista e compositore britannico
- Stephen King, scrittore e sceneggiatore statunitense
- Stephen Merchant, sceneggiatore, regista, comico e attore britannico
- Stephen Sondheim, compositore e commediografo statunitense

### Variante Steven

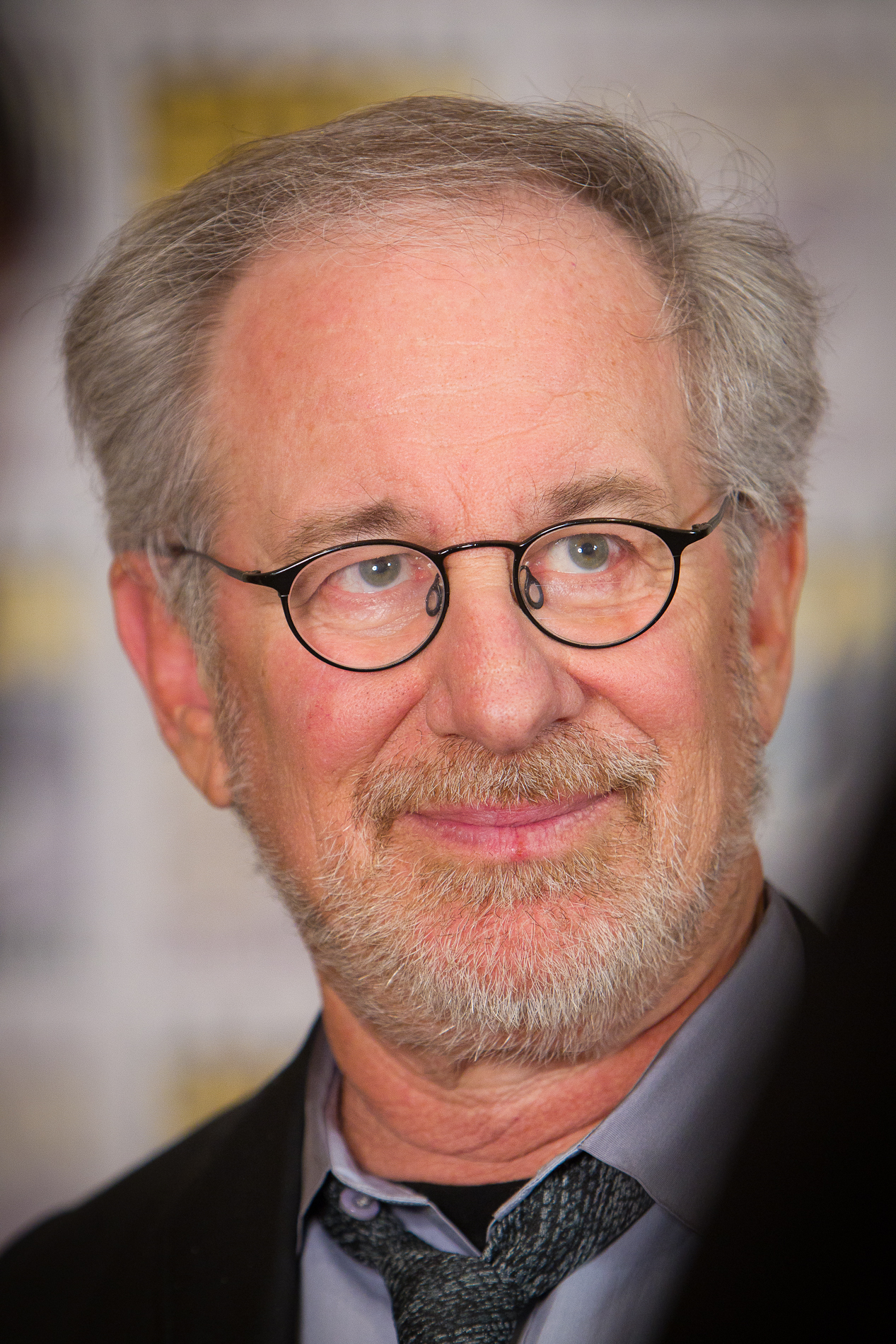
Steven Spielberg

- Steven Adler, batterista statunitense
- Steven Gerrard, calciatore britannico
- Steven Seagal, attore, artista marziale, produttore cinematografico e musicista statunitense
- Steven Soderbergh, regista, sceneggiatore e produttore cinematografico statunitense
- Steven Spielberg, regista sceneggiatore e produttore cinematografico statunitense
- Steven Tyler, cantante statunitense

### Variante Esteban

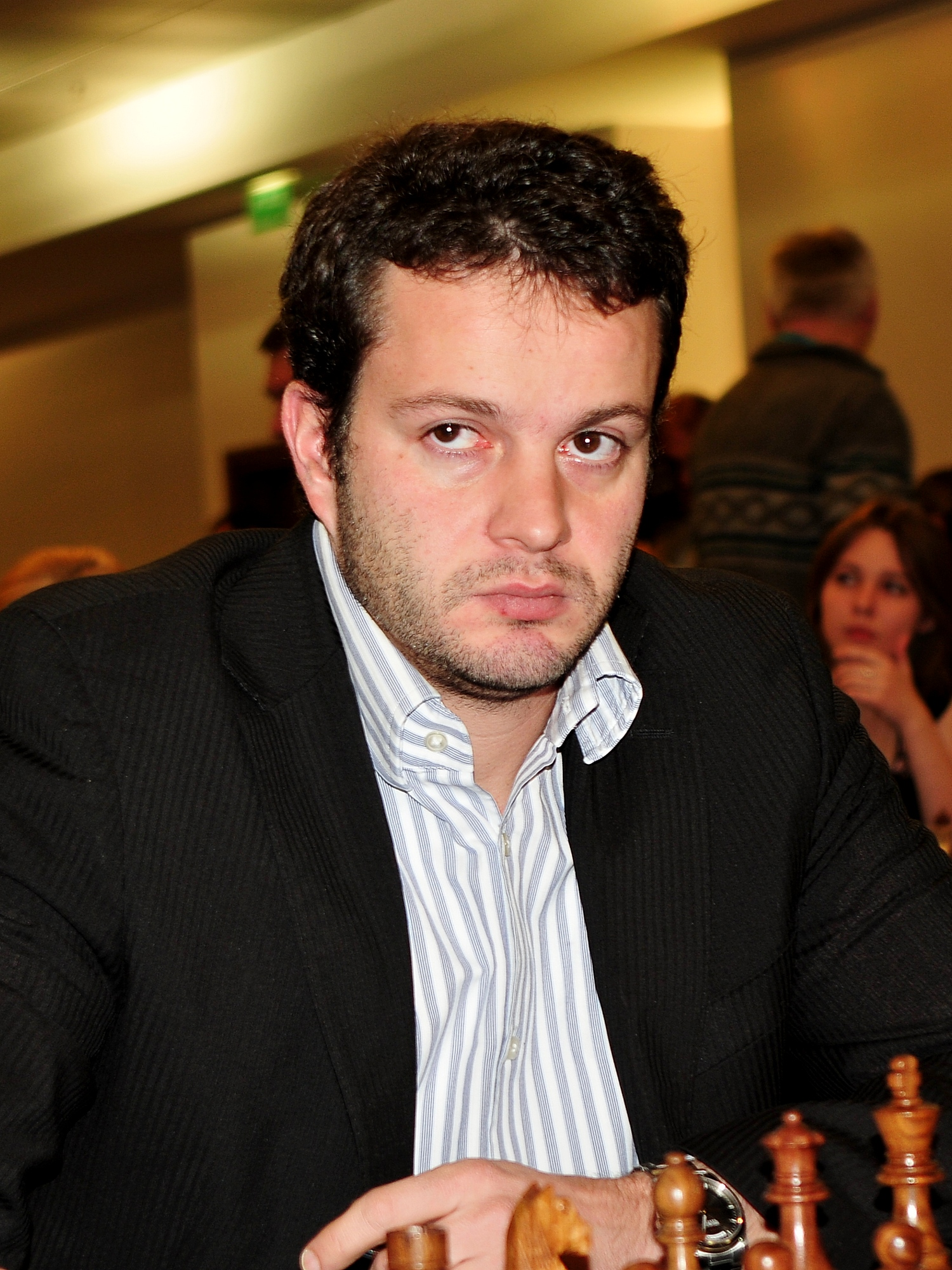
Étienne Bacrot

- Esteban Cambiasso, calciatore argentino
- Esteban Canal, scacchista peruviano naturalizzato italiano
- Esteban Gómez, cartografo ed esploratore spagnolo
- Esteban Gutiérrez, pilota automobilistico messicano
- Esteban Salas y Castro, compositore e presbitero cubano
- Esteban Edward Torres, politico statunitense

### Variante Étienne

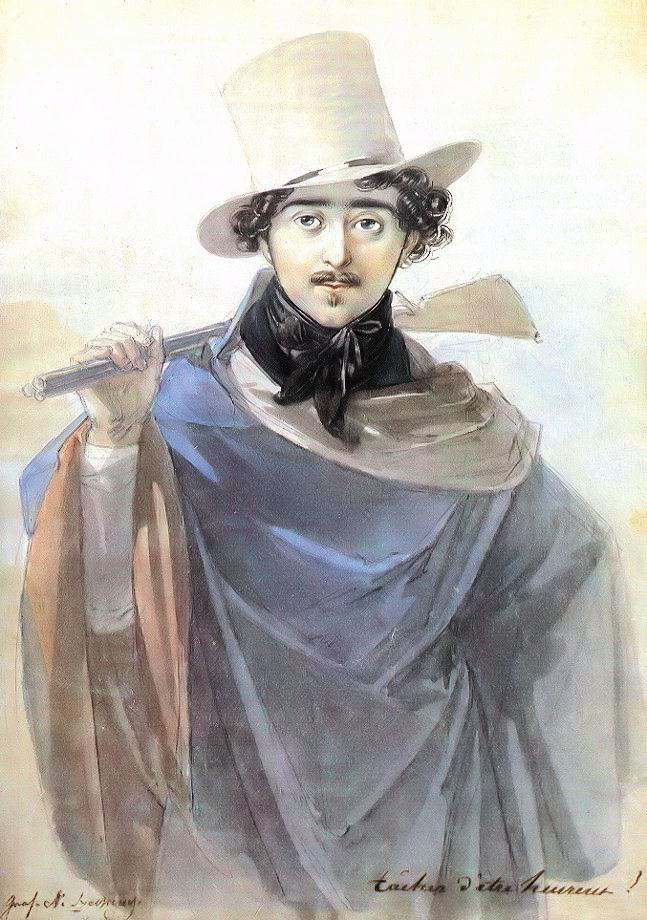
István Széchenyi

- Étienne Bacrot, scacchista francese
- Étienne Balibar, filosofo francese
- Étienne Bonnot de Condillac, filosofo, enciclopedista ed economista francese
- Étienne François de Choiseul, diplomatico e politico francese
- Étienne Decroux, attore teatrale e mimo francese
- Étienne de Vignolles, condottiero francese
- Étienne Maurice Falconet, scultore francese
- Étienne Marcel, politico francese
- Étienne Oehmichen, ingegnere francese

### Variante István
- István Apáthy, medico ungherese

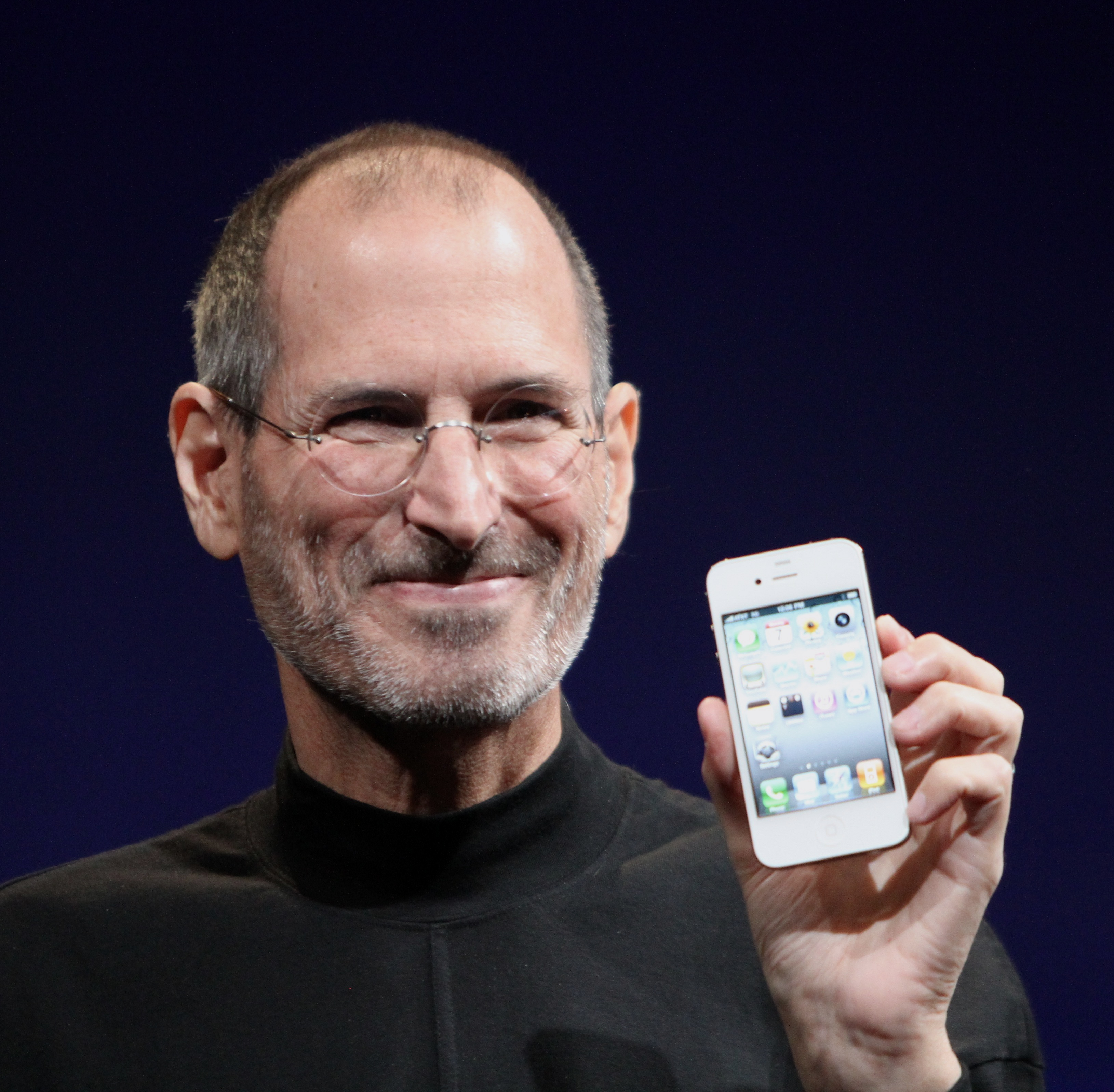
Steve Jobs

- István Bethlen, aristocratico e politico ungherese
- István Bibó, avvocato e politico ungherese
- István Bocskai, nobile e condottiero romeno
- István Friedrich, industriale e politico ungherese
- István Kertész, direttore d'orchestra ungherese
- István Nyers, calciatore ungherese
- István Örkény, scrittore ungherese
- István Szabó, regista e sceneggiatore ungherese
- István Széchenyi, politico, scrittore, teorico e nobile ungherese
- István Tisza, politico ungherese
- István Tóth, calciatore e allenatore di calcio ungherese

### Variante Steve

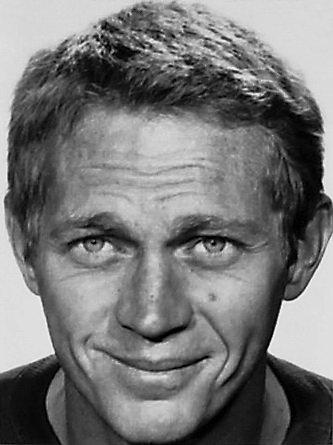
Steve McQueen

- Steve Ballmer, imprenditore e informatico statunitense
- Steve Hackett, chitarrista e compositore britannico
- Steve Harris, bassista britannico
- Steve Howe, chitarrista e compositore britannico
- Steve Jobs, imprenditore, informatico e inventore statunitense
- Steve Lukather, chitarrista e cantante statunitense
- Steve McQueen, attore e pilota automobilistico statunitense
- Steve Morse, chitarrista statunitense
- Steve Reeves, attore e culturista statunitense
- Steve Vai, chitarrista, compositore e produttore discografico statunitense
- Steve Wozniak, informatico e inventore statunitense

### Variante Stef
- Stef Burns, chitarrista statunitense
- Stef Kamil Carlens, musicista belga
- Stef Clement, ciclista su strada olandese
- Stef Wils, calciatore belga

### Altre varianti
- Stepan Fëdorov, slittinista russo
- Stjepan Filipović, partigiano jugoslavo
- Stevie Ray Vaughan, chitarrista, cantante e compositore statunitense
- Steeven Langil, calciatore francese
- Steevy Chong Hue, calciatore francese
- Steeve Elana, calciatore francese
- Steeve Joseph-Reinette, calciatore francese
- Stefán Karl Stefánsson, attore e cantante islandese
- Stevie Wonder, cantautore e musicista statunitense

## Il nome nelle arti
- Esteban è un personaggio della serie anime Esteban e le misteriose città d'oro.
- Stefan Salvatore è un personaggio della serie di romanzi Il diario del vampiro e della serie televisiva da essa tratta The Vampire Diaries.
- Esteban Ramírez è un personaggio della serie televisiva Zack e Cody al Grand Hotel.
- Stefan è un personaggio della serie di romanzi e film Twilight, creata da Stephenie Meyer.
- Steve Sloan è un personaggio della serie televisiva Un detective in corsia.
- Steve è un personaggio del videogioco Metal Gear.
- Steven Armstrong è un personaggio del videogioco Metal Gear Rising: Revengeance.
- Steven Universe è il protagonista dell'omonima serie.
- Steve Austin è il protagonista del telefilm L'uomo da sei milioni di dollari.
- Stephen Steel è un personaggio del manga Le bizzarre avventure di JoJo.
- Steve Rogers e Stephen Strange sono personaggi della Marvel.
- Steve Mozzafiato è un personaggio della serie televisiva Mario.
- Steve è il nome dato al personaggio giocabile di Minecraft.

## Toponimi
- Stefano è un piccolo satellite naturale di Urano scoperto nel 1999. È stato battezzato così in onore di un personaggio della commedia La tempesta, di William Shakespeare.